# Pavel Safronov
Bản mẫu:Eastern Slavic name
Pavel Andreyevich Safronov (tiếng Nga: Павел Андреевич Сафронов; sinh ngày 13 tháng 2 năm 1989) là một cầu thủ bóng đá người Nga. Anh thi đấu cho FC Murom.

## Danh hiệu
- Cầu thủ xuất sắc nhất Russian Second Division Zone South: 2010.
- Cầu thủ ghi nhiều bàn thắng nhất Russian Second Division Zone South: 2010 (16 bàn).